# Гусева, Маргарита Павловна
Маргарита Павловна Гусева (род. 18.05.1977 года, Костромская область, Россия) — глава города Череповец, исполняющая полномочия председателя Череповецкой городской Думы. Депутат Череповецкой городской Думы.

## Биография
Родилась в деревне Пронино, Костромской области. Отец Гусевой — инженер, работавший в сельском хозяйстве, мать — библиотекарь, возглавляла партийную организацию, работала в школе. Сейчас родители на пенсии. Старший брат Роман работает в компании «Северсталь» сталеваром. В 1997 году окончила Галическое педагогическое училище с отличием, а в 2002 – физико-математический факультет Костромского Государственного университета им. Н. А. Некрасова. В студенческие годы работала в детском лагере «Орленок». Прошла путь от вожатой до заместителя директора по методической работе. После окончания университета, переехала к брату в Череповец, где устроилась на работу учителем экономики.
Замужем, воспитывает троих детей.

## Политическая карьера
В начале 2000-х стала руководителем социальных проектов в НО «Фонд региональных проблем» в городе Череповце. Маргарита Павловна занимала этот пост до 2012 года. Параллельно четыре года (с 2004 по 2008) руководила Местным Штабом Череповецкого городского отделения Всероссийской общественной организации «Молодая Гвардия Единой России». В 2007 году стала помощником депутата Государственной Думы Федерального Собрания Российской Федерации Георгия Шевцова. С 2009 года — заместитель секретаря Политического Совета Череповецкого городского отделения партии «Единая Россия», а с 2012 секретарь Череповецкого городского местного отделения партии. В марте 2012 года была избрана депутатом Череповецкой городской Думы по одномандатному округу № 2, после чего стала заместителем председателя Череповецкой городской Думы, а также председателем постоянной комиссии по местному самоуправлению, регламенту и депутатской деятельности. В сентябре 2016 года — назначена исполняющей обязанности председателя Череповецкий городской Думы. В 2017 году вновь избрана депутатом Череповецкой городской Думы 9 созыва (2017 −2022 гг.) по одномандатному избирательному округу № 4. В сентябре того же года избрана главой города.